# 二茂钴
二茂钴（又称双环戊二烯合钴）是一种有机钴化合物，化学式为Co(C5H5)2。它是暗紫色固体，在略高于室温的温度下迅速升华。二茂钴在二茂铁之后被发现，由于易被氧化，因此使用或储存时，必须隔绝空气。
二茂钴难溶于水、液氨，可溶于有机溶剂，形成紫红色溶液。

## 制备
二茂钴可以由环戊二烯基钠和无水氯化钴在四氢呋喃中反应得到（放热反应），产物通过真空升华提纯：
2 CpNa + CoCl2 → CoCp2 + 2 NaCl

## 结构
在Co(C5H5)2中，中心Co原子夹心在环戊二烯基之间。其中的Co–C键长约为2.1 Å，略长于二茂铁的Fe–C键。
Co(C5H5)2属于茂金属或夹心化合物，有着19个价电子，比通常在过渡金属有机配合物中的多一个。额外的电子占据Co–C键的一个反键轨道。因此，Co–C的键长略长于二茂铁中的Fe–C键。由于这个额外的电子，Co(C5H5)2十分容易在化学反应中失去一个电子，达到18电子的稳定结构，形成二茂钴阳离子：
{\displaystyle {\ce {\underbrace {2Co(C5H5)2} _{19e-}+I2->\underbrace {2Co(C5H5)2+} _{18e-}+2I-}}}
而同族的二茂铑不以单体的形式存在，而是通过环戊二烯环之间的C–C键二聚。

## 反应

### 氧化还原反应
Co(C5H5)2是实验室中常见的单电子还原剂。实际上，Co(C5H5)2氧化还原电对的可逆性较好，可用于循環伏安法的内标。它的全甲基化的类似物Co(C5Me5)2是一种强还原剂，这是来自分子中10个甲基的给电子诱导效应，有利于让该配合物在反应中失去电子。这些化合物的还原电位在下表中列出，以二茂铁为参考：
| 半反应                           | E0 (V)     |
| -------------------------------- | ---------- |
| Fe(C 5H 5)+ 2 + e− ⇌ Fe(C5H5)2   | 0 (参照值) |
| Fe(C 5Me 5)+ 2 + e− ⇌ Fe(C5Me5)2 | −0.59      |
| Co(C 5H 5)+ 2 + e− ⇌ Co(C5H5)2   | −1.33      |
| Co(C 5Me 5)+ 2 e− ⇌ Co(C5Me5)2   | −1.94      |

其中，十甲基衍生物的还原电位比母体的要低出约600 mV。这种取代效应受到金属的掩蔽，Co比Fe对应电位低了1.3 V。

### 羰基化反应
Co(C5H5)2和一氧化碳反应，产生钴(I)的衍生物二羰基环戊二烯基钴——Co(C5H5)(CO)2，反应时失去一个Cp配体。